# NGC 4625
NGC 4625 (również IC 3675, PGC 42607 lub UGC 7861) – galaktyka spiralna z poprzeczką (SBm/P), znajdująca się w gwiazdozbiorze Psów Gończych. Odkrył ją William Herschel 9 kwietnia 1787 roku.

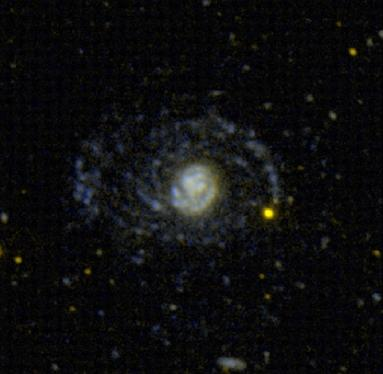
NGC 4625 w promieniowaniu ultrafioletowym (GALEX)

NGC 4625 oddziałuje grawitacyjnie z sąsiednią NGC 4618. Rezultatem tej interakcji między galaktykami jest obecność w NGC 4625 rozległych ramion spiralnych dobrze widocznych w ultrafiolecie, lecz prawie niewidocznych w świetle widzialnym.